# Kimitoön (Insel)
Kimitoön (schwedisch; finn. Kemiönsaari oder kurz Kemiö) ist eine Insel vor der Südwestküste Finnlands.
Kimitoön liegt im östlichen Teil des Schärenmeers rund 40 Kilometer südöstlich von Turku und gehört zur Landschaft Varsinais-Suomi. Der größte Teil der Insel gehört zur Gemeinde Kimitoön, die 2009 durch die Fusion der Gemeinden Kimito, Dragsfjärd und Västanfjärd entstand. Das Gebiet um Angelniemi an der Nordostspitze von Kimitoön gehört verwaltungsmäßig zur Stadt Salo. Mit einer Fläche von 524 km² ist Kimitoön nach Fasta Åland, der Hauptinsel der autonomen Provinz Åland, die zweitgrößte Insel in den finnischen Ostseegewässern.
Vom Festland ist Kimitoön im Norden und Osten jeweils nur durch schmale Sunde getrennt. Der Strömma-Kanal östlich von Kimitoön ist der einzige Ort in Finnland, an dem Ebbe und Flut vorkommen. Die Insel ist durch zwei Brücken mit dem Festland verbunden. Die meisten Einwohner der Insel sind Finnlandschweden, nur das Gebiet von Angelniemi ist traditionell finnischsprachig.